# Dichotomius ocellatopunctatus
Dichotomius ocellatopunctatus är en skalbaggsart som beskrevs av Felsche 1901. Dichotomius ocellatopunctatus ingår i släktet Dichotomius och familjen bladhorningar. Inga underarter finns listade i Catalogue of Life.